# Licht im Osten
Der christliche Missionsbund Licht im Osten ist eine Missionsgesellschaft in Deutschland, deren Hauptanliegen die Verbreitung des Evangeliums sowie humanitäre und soziale Hilfe, besonders für Kinder, auf dem Gebiet der ehemaligen Sowjetunion (heute Russland, Osteuropa und Zentralasien) ist. Licht im Osten Schweiz ist ein unabhängiges Hilfs- und Missionswerk mit gemeinsamen Wurzeln.

## Geschichte
Der Missionsbund wurde 1920 von Jakob Kroeker und Walter Jack in der Stadt Wernigerode am Harz gegründet und widmete sich von dort aus zunächst der christlichen Missionierung unter den ca. 2,5 Millionen damals noch in Deutschland befindlichen russischen Kriegsgefangenen und Internierten. Licht im Osten hatte seinen Sitz im Gebäude der damaligen Kaiserstr. 4 in Wernigerode, wo es bis zum Ende des Zweiten Weltkrieges verblieb. Ab 1934 fungierte Joachim Müller als Missionsinspektor. Als Anfang Juni 1945 Truppen der Roten Armee in Wernigerode die britische Besatzungsmacht ablösten, verbrannten die Mitarbeiter von Licht im Osten alle Unterlagen und setzten sich nach Südwestdeutschland ab, wo der Missionsbund 1946 in Stuttgart-Mühlhausen seine Aktivitäten wieder aufnahm. 1956 zog der Bund ins benachbarte Korntal-Münchingen um, wo er seit 1984 im jetzigen Gebäude seinen Sitz hat. Der Missionsbund hat die Schwerpunkte seiner Arbeit je nach den Gegebenheiten der Zeit gesetzt (Nationalsozialismus, Zweiter Weltkrieg, Kalter Krieg). Er hat auf unterschiedlichsten Wegen russische Bibeln in der Sowjetunion verbreitet und im eigenen Verlag gleichen Namens eine Fülle von meist kleineren Schriften und Traktaten publiziert.

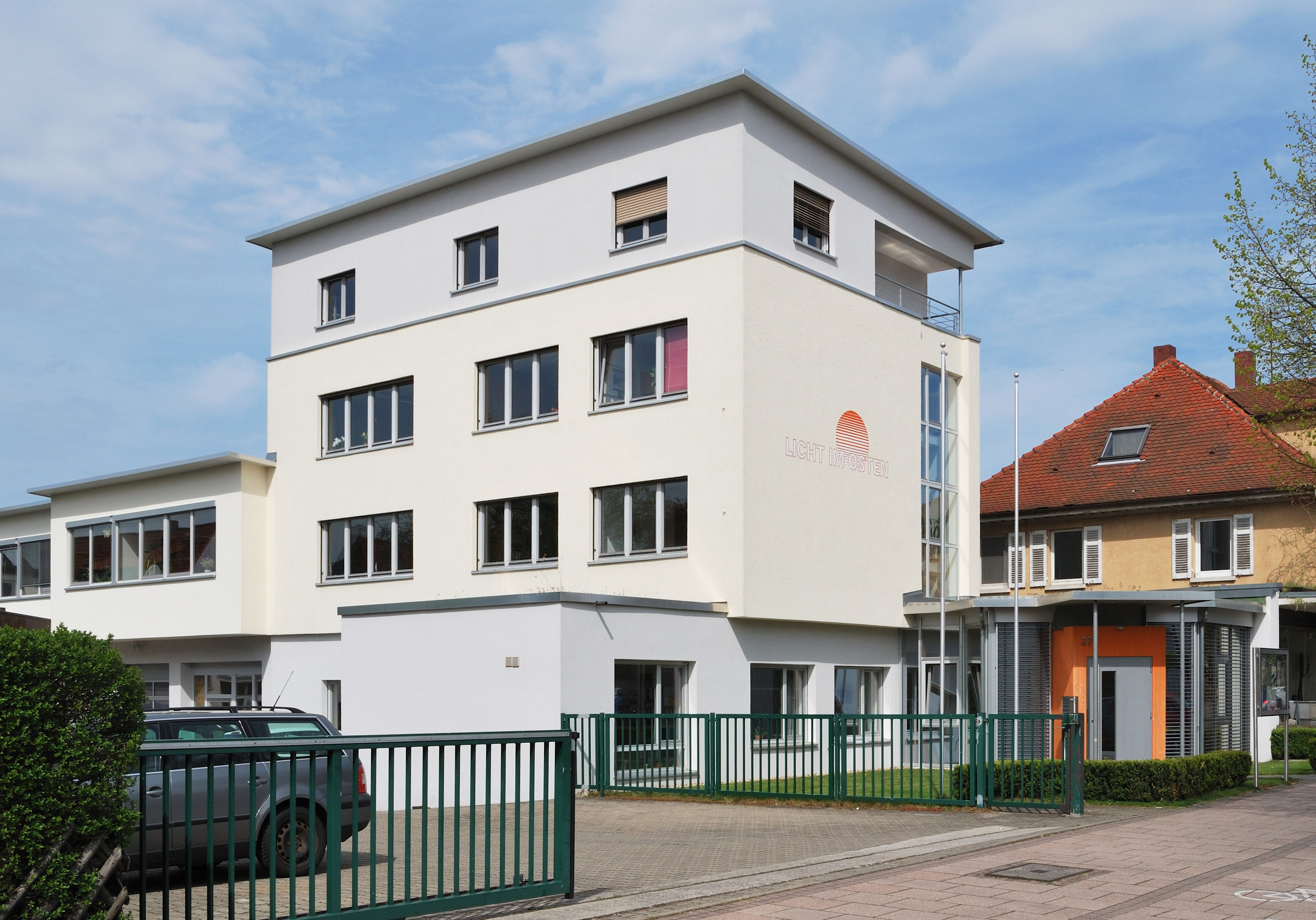
Die Zentrale in Korntal

In der Kaukasus-Republik Armenien gründeten 2017 mehrere Gemeinden den Verein „Licht im Osten Armenien“.

## Arbeitsbereiche
Licht im Osten ist von seiner Tradition her eine Literaturmission, die Zeitschriften, Bücher und Bibeln in 80 Ländern verbreitet, besonders in Osteuropa und Zentralasien. Auch für spezielle Zielgruppen wie bspw. in Blindenschrift. Seit 1974 gibt die Missionsgesellschaft die Zeitschrift "Glaube und Leben" heraus sowie eine in ganz Osteuropa verbreitete Kinderzeitschrift "Tropinka". Eine gewisse Bekanntheit erreichte Licht im Osten in der Zeit des Kalten Krieges durch erfolgreiche Bibelschmuggelaktionen. Sie versorgten Christen und Kirchen in der Sowjetunion und anderen kommunistischen Ländern mit Bibeln und christlicher Literatur. Heute ist diese Arbeit legal. Seit Mitte der 1990er Jahre unterstützt die Organisation auch einheimische Mitarbeiter, inzwischen etwa 45 Frauen und Männer. Zudem übersetzen Mitarbeiter von Licht im Osten die Bibel in Sprachgruppen, die noch keine eigene Bibelübersetzung haben. In seiner neunzigjährigen Geschichte hat Licht im Osten nach eigenen Angaben christliche Literatur in circa 30 Sprachen veröffentlicht.

## Förderstiftung
Sie unterstützt Projekte in Osteuropa und Zentralasien durch Aktionen humanitärer und materieller Hilfe als auch durch Aufklärungs- und Bildungsarbeit im Geist christlicher Nächstenliebe in Zusammenarbeit mit einheimischen Partnern.

## Periodika
- 1920–1941; 1947–1993: Dein Reich komme: Mitteilungen vom Missionsbund Licht im Osten, ISSN 0011-7692
- seit 1974: Glaube und Leben, russischsprachiges Zwei-Monats-Magazin mit einer Auflage von 96.000 Exemplaren[8]
- seit 1990: Tropinka (Der kleine Pfad), 2-monatlich erscheinende evangelistische Kinderzeitschrift, die in neun Sprachen erscheint und über 1,5 Millionen Leser in 65 Ländern erreicht. ISSN 1610-9112
- seit 1993: Licht im Osten: Aktuelles aus der Mission in Russland, Osteuropa und Zentralasien, Quartalsweise Erscheinung, ISSN 0945-4179